# Else Meidner
Else Meidner, nacida Else Meyer, (Berlín, 2 de septiembre de 1901 – Londres, 7 de mayo de 1987) fue una pintora expresionista judía alemana.

## Trayectoria
Estudió arte en Berlín entre 1918 y 1925 y posteriormente vivió dos años en Colonia. A lo largo de su trayectoria, Meidner se especializó en la pintura de retratos, aunque también realizó paisajes y escenas simbólicas. A finales de la década de 1920, obtuvo reconocimiento en los círculos artísticos de Berlín y celebró su primera exposición individual en la muestra Libre de jurado, donde recibió buenas críticas. Sin embargo, su carrera se vio interrumpida en 1933 debido a la llegada del nazismo.
En 1927, contrajo matrimonio con el pintor alemán Ludwig Meidner y, en 1935, se trasladó nuevamente a Colonia. En 1939, emigró a Inglaterra para escapar de la persecución del régimen nazi, y trabajó en Londres como empleada doméstica. Tras la Segunda Guerra Mundial, su relación con Ludwig Meidner se distanció tanto a nivel personal como artístico. En 1952, él regresó a Alemania, mientras que Else permaneció en Londres. En 1963, volvió temporalmente a Alemania para cuidar de Ludwig, pero finalmente regresó a Londres, donde pasó el resto de su vida.
Tras la guerra, su obra fue expuesta en varias galerías, como la Ben Uri Gallery en Londres, la Galerie Hanna Bekker vom Rath en Frankfurt y diversas salas londinenses como la Matthiesen Gallery, la Beaux Arts Gallery y la Leicester Gallery.